# エレメントハンター
『エレメントハンター』(英: ELEMENT HUNTERS、韓: 엘리먼트 헌터）は、2009年7月4日から2010年3月27日までNHK教育テレビで、および2009年11月14日から2010年8月28日までKBS1TVで放送された日韓合作のテレビアニメ、およびそれを原作とした作品群。
舞台は2089年。元素が失われ天変地異が起こるようになった地球を救うため、次元を超えて任務に臨む少年少女たちの冒険とほのかな恋を描く。

## あらすじ
地球上の元素が消え始めたのは物語開始の60年前の話、最初に元素が消えたのが2029年地中海での「酸素」。それからは、ほぼ毎年の如く、地球上から元素が次々と消えて行き、それによる地盤陥没などの被害も多発。地球人口は最盛期の10分の1にまで減少。事態を重くみた国際連邦政府は、10年で「スペースコロニー」を建造し、そこで各種元素の保存および元素消失現象の原因究明などを行う。そして、その経緯にて消失した元素は次元を隔てた別次元の地球・「ネガアース」へ流入し、その星の現住生物に取り込まれ「QEX（キューエックス）」と呼ばれる怪物へ変化させていたことが判明。そこで国連はネガアースに乗り込み、QEXを倒して元素を回収する「エレメントハンター」という元素回収チームを発足させる。但し、ネガアースへ赴けるのは、大人より脳の働きが柔軟な13歳以下の少年少女だけ。
既に2回の元素回収任務を終えたコロニーのエレメントハンター「アリー・ロドニー・トム」のチームが第3期目の元素回収任務に着任した頃、地球に住む少年少女「レン・キアラ・ホミ」の3人は、謎の科学者「カー博士」により、「真に地球を救う」エレメントハンターに任命された。
かくて、訓練を積んだエリートのコロニーチームと、知恵と勇気とチームワークが頼りの素人の地球チーム、二組の少年少女たちの冒険の日々がはじまる。

## 登場人物
※声は日本語版、韓国語版の順。

### 地球チーム
レン・カラス (Ren Karas)
声 - 本城雄太郎/チョン・ミスク
本作の主人公。2077年9月生まれ。まほらばタウンに住む好奇心旺盛な12歳の少年。定食屋「Dan」を営むカラス夫婦の一人息子。口癖は、飲料水の宣伝のキャッチコピー「とにかく笑って未来オレンジ!」。興味を示した事には寝食も忘れる程に熱中する性格。反面、興味の無い事にはなるべく関わらないスタンスで、ほぼ他人任せにする場合もある。
後述のキアラやホミと同じく、カー博士によって導かれ地球側のエレメントハンターに任命された少年。その活発な行動力から、ミッション時において地球チームの牽引車となっている。QEXとの戦闘で多く活躍を見せるが、楽観的に分析・判断してしまう傾向がある。又、機械に関する順応力が高く、仕組みや理屈は分からずとも巧く操作を行う事を得手とする。
ネガアースにて公式のエレメントハンター（コロニーチーム）の面々と度々顔を合わせる事になり、彼らに対し常に競争意識を燃やしている。しかし、テストで13点を取ったことがある。任務にかまけて成績が落ちてしまい両親に叱られるが、「やるべきことはやる」と約束し許してもらっている。作中、コロニーチームリーダーであるアリー・コナリーと接する中で彼女の善さ・優しさに触れ、なにかと気遣うようになった。ミッション中に二人で洞窟に落ちてしまった際、互いのささやかな秘密を教え合ったりなどをきっかけに対話し、親しくなった。又、ミッション中にてQEXオウジュに考え無しに突撃した際にアリーに助けられ、代わりに爆発を受けた彼女を死なせてしまったと思い（コロニー側も殉職と発表していた）深い心的外傷を受けた事がある。以降、思考する余裕があるならば慎重に、というスタンスも執るようになり、精神的な成長が見られるようになった。アリーとは互いに恋心に近しい感情を抱いていると思われる描写がある。
父は定食屋の旦那であるダン・カラス。母はその妻であるアン・カラス。作中既に故人として登場した祖父ジュン・カラスは宇宙飛行士であり、カー博士の研究の仲間であった。
物語後半はカー博士により自分達三人の脳内にナノポータルなるものが存在する事を明かされ、対ネオQEX戦やシェイプシフターとの意思疎通の為に奮闘。ある飛行型QEXの元素回収任務では勉強の成果が発揮され（キアラとホミが驚愕し思わず正気を疑う程）、迅速に対策を提案した。
又、理解力に関しては釈然とせず、キアラが強引と評したトムの解説には何の問題も無く理解を示した為呆れられている。11次元におけるジゲンノリュウとの決戦では、その強大な力に対し自らを巨大化するイメージをとり、文字通り10mを超す巨人となって応戦した。元素消失解決後はアリーや仲間達と連絡を取り合いつつ、両親と相変わらず元気な日常を送っている。
ちなみに小学生の頃は「極秘忍者部隊エレメントファイブ」というテレビ番組を毎回キアラの家に通って観ていた。
キアラ・フィリーナ (Chiara Ferina)
声 - 榎本温子/ソ・ジヨン
2077年8月生まれ。まほらばタウンに住む12歳のおてんばな女の子で、日本語版における口癖は「あたしが正義よ!」。オレンジ色のロングヘアに水色のリボンを付けている。色白で瞳は薄いブルー。水色のパーカーの下に黒とピンクのシャツを着ており、白いデニムスカートにレギンスを組み合わせたファッション。女優の母を持つが、常に仕事で家にいないため、失業中の父と2人暮らし。家事はすべて彼女がやっている。おしゃれ好き。タコなどの軟体動物が苦手。一見、気が強くて自己中心的に見えるが、実は仲間思いで優しく、繊細な一面もあるしっかり者。思ったことは何でもはっきり口にし、道徳的な概念や自分でやると決めたことは貫くタイプ。誰よりも率先してミッションをこなそうとする。離れて暮らしている母には反発しつつも応援している。序盤ではレンがアリーを意識しているのが気に入らない様子だったが、17話以来自分への態度が劇的に変わったロドニーを意識するようになる。最終回で、11次元出発前の告白の返事通りロドニーと2人でケーキ屋に向かおうとする。が、その途中で連絡を受け廃墟ホテルの取り壊し現場に行き、結局初デートはそのまま全員でレンの家に行くことになりお流れになった。
ホミ・ナンディ (Homi Nandie)
声 - 桑島法子/オ・インシル
2077年10月生まれ。11歳（8話から12歳）。まほらばタウンに住む。レン、キアラの友人。2人と違い控えめな性格で、常に集団の中で中立を保ちたがる防御型の草食系。いつも喧嘩になる2人のなだめ役。口癖は「何と申しましょうか…」。2人と意気投合するまでは、なかなか学校へ行けず家にいることが多かった。身体が弱い反面、優秀な頭脳を生かし実戦では参謀として不動の地位を築く。優しく穏やかな性格で、怒るということは絶対にない。幼い頃、検査では次元フィルターローブが十分にあった為、コロニーで暮すことの出来る資格を持っていたが、心臓疾患であったため地球で里親に育てられることになった。現在は養母と飼い犬のセナと暮らしている。学者タイプで夢中になると周りが見えなくなりやすい。
ネオQEXに攫われた際入手したハンナの髪の毛のDNA鑑定から、彼女とは兄妹であることが発覚。最終回ではハンナの付き人となり彼女を傍で支えている。
エイミー・カー (Aimee Carr)
声 - 真山亜子、江里夏（少女時代）/ユン・ソラ
2024年生まれ、2086年死亡。62歳。レン達3人をエレメントハンターに任命した女性。肉体的には既に死亡しており、現在はホログラムとして存在している。政府首脳部に警戒されている。既に元素消失の真相を握っているらしく、自らの持てる情報をアリーにのみ話した。
5歳の頃に両親を津波で亡くしており、その原因が地球のせいだと思い込み、「地球なんか無くなっちゃえ！」と叫ぶ。それが十一次元に棲む存在（時空虫）が覚醒・感知し、地球の「元素消失」を引き起こした。大人になったカー博士はポータルをネガアース調査に利用しようとするが、レンの祖父ジュン以下多くの犠牲者を出し、地球へ追放されてしまう。独自の理論からポータルはまだあるはずと見たカー博士は、一生を費やして第二のポータルを捜索し、発見した第二のポータルを使って地球を救える「真の」エレメントハンターを捜すため、己の肉体を捨てて精神をネットに転移した。
最終話では11次元に記録された過去の自分の残像を説得する為にレンたちの力を借りて11次元に実体化する。それと同時に地球のネットワークから自分のデータを消去し、残像と共にこの世を去ることで、自分が引き起こした元素消失という惨事への「落とし前」をつけた。
ユノ (Juno)
声 - 中山さら/パク・チユン
カー博士が作った、有能なアンドロイドの少女。カー博士の記憶がそのままコピーされている。レン達のサポートにあたる。泣くことに憧れている。35話では、ネガアースに取り残されたエレメントハンター6名を救い出す為の最終手段として、体内のサブアトミックチップに必要情報を書き込み、彼女を地球のコアへと送り、元素消失の流れにのせて情報をネガアースまで送り込む計画のために自らを犠牲にした。その消滅直前、夢であった「涙を流す」行為を実現している。
消滅後もホログラム録画映像や11次元でのイメージの具現化などによってたびたび登場した。最終話の最後のシーンでは彼女のバックアップ機らしき少女が登場している。

### コロニーチーム
アリー・コナリー (Ally Connolly)
声 - 小林沙苗/イ・ソン
2076年3月生まれ。スペース・コロニー在住の13歳の少女。優等生で人格的にも優しい人物だが、逆に優等生としての「型」から離れる事がなかなか出来ないでいる。未だに人付き合いに慣れておらず、あまり感情を表に出す事をしなかった為、無愛想としても知られる。但し、訓練生時代から優れた才能を発揮し、当時はアイドルのような人気者だった為、そういった面もクールと周りから肯定的に評されている。
特殊訓練を積んだエレメントハンターで、第二期EHメンバー。本作では第三期EHリーダーに任命され、ロドニー、トムの二名を新たに加え活動を開始した。冷静な判断力と確かな実力から、世界中で注目されている。しかし現状、彼女の次元フィルターローブは減衰し限界値に近付いている。
ネガアースにて非公式のエレメントハンター（地球チーム）の面々に度々接触し、彼らを正体不明の一般人であると危険視しながらも、元素回収に対する彼らなりの想いや協力に対し、ブースターウェアを贈るなどしている。
作中、地球チームの牽引車であるレン・カラスと接する中で彼の前向きさや明るさに触れ、自身の生き方に影響を受けるようになる。ミッション中に二人で洞窟に落ちてしまった際、互いのささやかな秘密を教え合ったりなどをきっかけに対話し、親しくなった。
地球チームとの接触中に度々聞く「カー博士」なる人物に関して、コロニーのデータにアクセスし個人的に調査を開始しており、その行動が副大統領、長官、幹部らに危険視されている。又、QEXオウジュの出現に際し、危険性の高い対象とレンの接触を恐れ、命令違反を承知の上で単独、出撃する。結果、レンの救出は果たせたものの大爆発に直撃し、同時に緊急出撃したロドニーに命を救われている。
後に地球・コロニーで公式には「殉職」と報道されるが、実際には一命を取り留めており、命令違反の罰としてエレメントハンターを前倒し解任、及び政府による軟禁が下されていた。しかしカー博士の手引きによりコロニーからの決死の脱出に成功、地球チームと合流している。又、心的外傷に悩まされるレンの背中を押し、以降は地球チームの一員としてサポートにまわっている。レンとは互いに恋心に近しい感情を抱いていると思われる描写がある（コロニーからの自由落下による脱出を決心した際の回想の全てにレンが登場しており、最終的に決め手となったのは「待ってるぜ」と言ったレンの姿であった）。レン曰く、アリーは「いい匂いがする」。
合流してからは普段着として白いシャツに黒い上着を着て赤いネクタイをしめ、下はホットパンツをはいている。エレメントハンターになる為の教育しか受けてこなかったため料理は苦手。長い間、何不自由ないコロニーで生活していたせいか、地球の現状にショックを受けている。
元素回収任務においてはユノと共にレン達のバックアップを務め、裏ではカー博士の指示でゼロの壁の狭間にあるとされる「扉」の探索を行っていた。その過程でユノとは親友と呼べる仲になっている。サブアトミックチップによるネガアースへの情報送信計画では、ユノが犠牲となる事を悲しみ苦しみながらも、彼女を最後まで見送った。
元素消失解決後はレン達と連絡を取り合いながら研究を続けており、最終話ではユノのバックアップ機の存在について示唆していた。
なお、アニメOPのコロニーチームカットはメンバー変更後も差し替えがなく、アリー・ロドニー・トムのままであった。
ロドニー・フォード (Rodney Ford)
声 - 佐々木望/ヤン・ソクジョン
2077年1月生まれ。12歳。コロニーチームの実働部隊長的な存在。人一倍プライドが高く、空回りしがち。超有名実業家のおぼっちゃま。序盤は地球チームを見下した態度をとっており、敵対意識が極めて強かったが、徐々に軟化した。以前は生真面目で冗談が通じない雰囲気だったものの、ハンナがリーダーになってからはトムやハンナに軽口をたたくなど、少しひょうきんな面も出てきた。ダンゴムシが苦手。17話で腹を割って話し合ったのをきっかけにキアラに好意を持ちはじめ、35話にて勢いで告白した。キアラと仲がいいレンに嫉妬を抱いていて、レンに対する態度は冷たい。幼少時に空手を習っており、大会で父の不正により優勝。父に「エレメントハンターを辞めて跡を継ぐための勉強に専念しろ」と迫られているが、本人はこの仕事に誇りを感じているため、辞める気など無いと言っている。ネガアースでの任務以外は、トレーニングルームで体を鍛えていることが多い。趣味はクラシックを聞くこと。最終話終盤では無事にキアラとよろしくやってるようで、キアラの事を恥ずかしげも無く「ハニー」と呼び、雇ったヘリで彼女を迎えるという破天荒な真似までやってのけるなど、初期からすると性格が一変しており、また、笑顔で人に接する事が以前より格段に増えた。
トム・ベンソン (Tom Benson)
声 - 陶山章央/ナム・ドヒョン
2077年2月生まれ。12歳。鉱物オタクで、ハンナの大ファン。ハンナの本当の性格を知っても幻滅せず、いつも彼女のワガママに付き合ってあげている。しかし、ハンナよりメカ作りの方が大事。
卓越した機械工学・電気工学の技術を持つコロニーチームのエンジニアで、現場での科学的分析が得意。コロニーチームがネガアースで活動する上での便利なメカを作ることも出来、そのメカは回を重ねるごとに性能が高くなっている。その他偉人の名言・名句にも詳しいなど知識範囲が異常に広い。少しおちゃらけた所がある。何事も大げさにし、マニアックに掘り下げて面白がることもある。洞察力が鋭く、ロドニーとキアラの間に恋愛感情があることに気付いている。ハンナのことを、「お姫様」と呼び、彼女のしもべを演じる。ホミとハンナが兄妹だと知ったあとは、ハンナに助言をしたりホミの伝言を引き受けたりと2人の間を仲介した。
最終回のラストでは廃墟のホテルの取り壊し・そこを拠点とした地球環境再生計画の責任者となっている。
なお、エレメントハンターの中で唯一肉親関係のエピソードがなかった。
ハンナ・ウェーバー (Hannah Weber)
声 - 山口理恵/ペ・ジョンミ
世界的規模のトップアイドル。2079年12月生まれの11歳。川嶋長官を「パパ」と呼ぶ。仕事をするときはかわいい笑顔を見せているが、素は意地悪な性格。超優秀なエレメントハンター訓練生であり、ロドニー達よりも過酷な訓練を積んできた。後に最年少ながらコロニーチームのリーダーに抜擢される。正体は、巨大組織の手で遺伝子操作によって産み出されたもの。面倒なことはいつもロドニーとトムに任せている。川嶋の命令に嫌々従っており、彼が拘束されてからもレン達の邪魔をしろという命令に従うものの、ホミやアリーの励ましもあり反旗を翻した。なお、このキャラクターは山口理恵の声優としてのデビュー作となっている。
最終回では芸能活動に復帰しており、ホミに対しても兄妹として心を開き始めている様子。
デビッド・コフ (David Koch)
声 - 黒田崇矢/オ・セホン
コロニーチームの司令官。常に無表情なので誤解されやすいが、外見によらず人情家の好人物。アリー達に地球チームのことは無視しろと言っていたものの、政府首脳部の地球チーム排除命令には「そこまでする必要はない」と難色を示した。カー博士のことを調べるアリーに度々警告するが、皮肉にもそれが彼女の不信感を煽ってしまう。37話にて、クーデターを果たさんとする川嶋の野望を阻止するという偉業を成し遂げた。
ゼロ (Zero)
声 - 安井邦彦
コロニー政府の副大統領で優秀な科学者でもある。もちろん大統領もいるが、実質的な政府首脳部のトップは彼である。
元素消失という原因さえ不明の難事に直面し、何をするにもロドニーたち子供に任せるしかなく、しかもコフ・川嶋・マジモトら部下たちは信用できないというかなり苦しい立場におかれている。地球チームがシェイプシフターから手に入れたパーツを奪い取る為、「レン達地球チームを拘束してカー博士の拠点を吐かせる」「レン達の親に圧力をかける」など卑怯な作戦を提案するが、地球を救うという意志は本物。
科学者として純粋に地球を思うあまり選民思想的な考えを持っており、カー博士やコフ司令官から危惧されていたが、カー博士の訴えで地球の行く末を子供たちに委ねることで合意した。
川嶋 主税
声 - 大林隆介/キム・ジュン
コロニー政府の長官。ハンナの養父で「パパ」と呼ばれるが、虐待同然の訓練を強要したり、彼女に直接「お前は道具だ」と言い放ったり命令に失敗すると暴力を振るう等、ハンナを都合の良い道具のようにしか認識していない。エイミー・カーの事を殺人者として見下しており、彼女に慕う者も同罪と思っているため地球チームにもかなりの嫌悪感を見せていた。火星への移住計画に対して強い拘りと主張を持っており、31話で元素消失は地球以外でも（もちろん火星でも）起こるとわかっても強行するが、それはゼロとは異なり、火星移住計画にまつわる利益目当ての私欲からであった。
その為にハンナにレン達を妨害させ、32話で「これでシェイプシフターを爆破しろ」とハンナに要求して爆弾を渡したことから彼女の生死まで何とも思っていない様子。それがハンナへ深い心の傷をつけ自殺未遂にまで追い込んだ。しかしチェインディニーに内部告発をされ、コフ司令官によって捕まえられる。だが、ハンナに妨害の指令を与え続け最後の最後まで彼女を苦めるなど悪党ぶりや権力に執着した様子がうかがえた。
マジモト
声 - 坂口候一/イ・グァンス
コロニー政府の幹部の一人で、カー博士の協力者。昔、彼女と共に研究を進めていたメンバーでもある。本人曰く、地球を捨てる気はない。ユノを地球のコアに送る計画に必要なサブアトミックチップの開発者でもあり、この計画に協力するためにコロニーから地球へと出向いた。
チェインディニー
声 - 芝原チヤコ/チェ・ムンジャ
コロニー政府の幹部の一人。自らは絶対に手を汚さない川嶋の企みに加担しており、ゼロやマジモトの動きを報告したり、彼からハンナへの極秘指令を言付かったりしている、川嶋のスパイ的存在。マジモトがカー博士及び地球チーム側の協力者であることに勘付いている様子。だが、ついに川嶋に愛想を尽かし川嶋の企みについて内部告発。その理由は病弱な母を抱えている上に、地球でも火星でもどのみち生存率は同じであると判明し、母の火星移住の優先権という見返りに意味がなくなった為であった。

### その他
ダン・カラス (Dan Karas)
声 - 小山力也/イ・グァンス
レンの父親。レンからは「父ちゃん」、キアラとホミからは「おじさん」と呼ばれる。妻のアンと定食屋を経営している。勉強をおろそかにしているレンを叱るも、彼が何かを懸命に頑張っていることを悟る等良き父親である。父親は宇宙飛行士で生前のカー博士の指揮のもと最初期のネガアース探査任務に任命されたが、ネガアースでの事故(劇中の推測ではQEXとの遭遇)が原因で死亡している。
24話にて父親の墓参りの最中に元素消失に巻き込まれ、大怪我し入院中だったが、31話にて既に怪我は治り退院している。
アン・カラス (Ann Karas)
声 - 平松晶子/チョ・ジンスク
レンの母親。レンからは「母ちゃん」、キアラとホミからは「おばさん」と呼ばれる。レン曰く、とても強いらしい。息子の恋愛話が大好きで、4話では、レンとキアラを恋人と勘違いし、9話では、レンが真夜中に抜け出す理由(エレメントハンターの任務のためだったが本人はそれを知らず)このことも恋愛に関連づけていた。アリーのことを、「ハンナに似てる」と言ったことがある。
ジュン・カラス (Jun Karas)
レンの祖父。2070年、エイミー・カーが行ったポータル実験の事故で死亡。この事故がきっかけでエイミー・カーは、コロニーから地球に帰った。
ナターシャ（ナターリア・アレクサンドローヴナ・メンデレーエヴァ）
声 - 山本麻里安
キアラの親友で、プロスケーターを目指している。キアラの行動に不審を抱き、彼女といつも一緒にいるレンとホミの後をつけて研究所まで行き、3人がエレメントハンターだと知る。元素消失の無い街を求めて引越しを繰り返しており、第11話でキアラから手製の衣装を受け取り、彼女にペンダントとエールを贈って転校していった。しかし転校先でも元素消失からは逃れられず、普段使用していたリンクが使えなくなったらしい。近々フィギュアスケートの大会に出場予定。
ロベルト・フィリーナ (Robert Ferina)
声‐平田広明/キム・イル
キアラの父親。キアラからは「パパ」と呼ばれる。失業を期に作家活動をしている。キアラ曰く、頼りないくらい優しい。最近親離れ(？)をし始めたキアラにショックを受ける等、娘が大好き。が、女優を目指す奈緒美に「夢を諦めるな」と言うなど、いい父親。37話にて趣味の工作を極めた結果ネオニートとして新たなる道を見出した。
奈緒美（なおみ）・フィリーナ (Naomi Ferina)
声‐川浪葉子/ペ・ジョンミ
キアラの母親。キアラからは「ママ」と呼ばれる。アクション女優で、キアラとロベルトとは離れて暮らしている。映画「レディー忍者」の主演だったが、撮影中にチタン消失が起こり、予算の大半をかけたセットが全壊、撮影は中止に。「極秘忍者部隊エレメントファイブ」のエレメントレッド役でもある。キアラを放ったらかしにしていることを悪いと思いつつも、ロベルトやキアラに「夢を諦めるな」と言われたことで、女優という仕事を頑張っている。最終話では、芸能活動に復帰したハンナと共演している。
ナンディ・スレンドラ (Nandie Surendra)
声‐篠原大作
ホミの養父。ホミからは「おじいちゃん」と呼ばれる。実業家として偉大な功績を持ち、既に死亡。生前、レン達3人の銀塩写真を撮影した。
ラクシュミー・アリ (Lakshmi Ali)
声‐前田敏子/ユ・ジヨン
ホミの養母。ホミからは「おばあちゃん」と呼ばれる。
ヴィンセント・フォード (Vincent Ford)
声‐宇垣秀成
ロドニーの父親。ロドニーからは「パパ」と呼ばれる。川嶋と並び、劇中に登場する「父親」としては底辺の更に下に位置する存在であり、ダン及びロベルトの対極にあるキャラ。L&V重工のCEOで、火星移住計画ビジネスを行い政治家を目指している。息子が自分の後継者になることを望んでおり、常に息子の為を思って最善を尽くしていると思いこんでいる。が、その愛情は当の息子にとっては金や権力に任せた歪みきったものでしかなく、ロドニーの意思とは相反するものである。後半ではより大きな立場から地球を救うべく、エレメントハンターを引退して政界入りの準備をするよう迫った。
サブリナ・フォード (Sabrina Ford)
声‐関山美沙紀
ロドニーの母親。

## QEX（キューエックス）
劇中エレメントハンターへ敵として立ちはだかる、第5ポジ元素を獲得して変化を遂げたネガアースの生物群。ポジ元素を回収されることで、元の生物に戻る。
ドングウ
1話登場。鈍偶。レン一行が最初に相手にしたQEX。ワニの様な生物が芋に含まれていたポジ窒素を食べてしまい凶暴化。作中に登場したのは雌。ユノの作戦（芋の中のバクテリアを利用して、アンモニアにする）によって元の姿に戻された。
ヤシャグモ
2・3話に登場。夜叉蜘蛛。ウミサソリのような生物が、ポジ炭素を体に含み凶暴化。尾にあたる部分を縛り、カーボン・ナノチューブを発射する部分を開かせ、そこに酸素を打ち込み二酸化炭素にするというロドニーの作戦によって元の姿に戻った。
カオリエリマキ
4・11話に登場。香織襟巻。砂漠地帯に適応するために体内に藻類を取り込んだカンガルーの様な動物が凶暴化したもの。4話ではポジ酸素を取り込んでおり、その影響でレン一行は酸素中毒を起こしかけた。11話ではポジ炭素を取り込んだ別固体が登場した。
コオリガサネ
5話登場。凍瘡。極地の藻類が周囲の氷諸共QEX化した存在。ポジ水素を獲得した事で画期的な運動能力を得た。
ショウコウドリ
6話登場。称光鳥。ベリリウムを吸収した地上生の飛べない鳥類で、地球上のドードーに似る。外皮が硬い為高い防御性能を誇り、巣に近付いた者に対して必要最低限の攻撃をするのみである。しかし、アリーに挑発されて鱗を立てたところに、酸素の剣で攻撃され、敗北した。
リボセッキ
7話登場。離暮石基。リンを獲得したQEXであり、相手の恐怖対象へと姿を変えるという性質を持った不定型な存在。その正体は細胞誕生前の「鉱物と遺伝子との混合状態にあったもの」がQEX化した存在で、細菌を寄せ付けず粘土を筋肉同然に操る。劇中ではエレメントハンター達のそれぞれ違った恐怖対象（レンの場合母のアン、キアラの場合蛸、ホミの場合自分を脅すように過大評価していた義父）へと変化して精神的に追い詰めた。
キコウチュウ
8話登場。貴甲虫。金を獲得したゴミムシ型QEX。現実のミイデラゴミムシの特性が更に強化されており、体内で起こした化学反応で産まれたジェット噴射で高速飛行する。最終的にはレン考案の蜂蜜誘引作戦で王水を浴びせられ敗北。
ダイオウビル
9話登場。大王蛭。名前はヒルだが、その正体はナトリウムを獲得した巨大ヌタウナギ。身体から粘液を分泌し相手を拘束、口から放つ弾は純粋な金属ナトリウムであり着弾と共に大爆発を起こす。浸透圧調整の出来ないヌタウナギの本能が残っており、干潮時は巣穴に逃げ込む。この特性が災いし、レンは両親（特に母親）から疑いの目で見られることになってしまう。
カッセンアリ
10話登場。合戦蟻。ヘリウムを獲得したシロアリの群れ。群れ全体が常温と通常の圧力の元でBEC化した為超流動状態で地上を液体の様に動き回る。また、ポジ元素がポジ元素なのでこの群れと接触した者の声は高くなる。群れを構成している固体一匹が一つの細胞として動き、クダクラゲの如く群れが一個体として動き回る超個体として振る舞う（その場合、女王はさしずめ頭脳といった所）。
センボンウニ
12話登場。千本海栗。珪素を獲得した無駄にアクティブなパイプウニ。炭素とケイ素の混合した強固な棘を持ち、節足動物の様な4本の脚で海辺を疾走する。海水中から取り込んだケイ素に様々な元素を加える事で半導体や蓄電器官を作り、大気中での放電により外敵を攻撃する。さらに、体内で作った半導体がコンピュータの役割を果たし、その放電の狙いはかなり正確なものとなっており、その機動力と相まってまさに戦車と呼べる存在と化している。真下にある口から強行突入したアリーによって爆弾を仕掛けられ、その爆発によりケイ素が放出され敗北した。
オウジュ
13話、14話、15話に登場。皇樹。過去にエレメントハンターの命を奪ったことのあるQEX。レンの眼前でアリーを殺そうとし、またキアラとホミも爆発に巻き込もうとしたが、どちらも未遂に終わる。この食虫植物は浸透圧の調節によって動く強力な擬似筋肉を発達させ、宿主を守るかわりに宿主が種をとばす時に自分の種も一緒にとばす共生関係を築いている。
ラセンダコ
16話登場。螺旋蛸。陸の環境に適応したアンモナイトが銅を獲得した存在。殻の巻き始めが硝子質となり、この内部にて特定元素を発電器官で励起して発光する。攻撃手段は硫酸銅生成の過程で発生する硫酸。レン達によって追い詰められるも、手柄はハンナが笑いながら奪い去った。
カサネセッタ
17話登場。重競汰。亜鉛とマンガンを獲得していた謎のQEXで、カニの上にコウモリを無理矢理接合したようなそのデザインを持つ。本体は生物の身体を弄くり回す能力を持ったコウガイビルの様な生物であり、カニとコウモリをQEX化させた。
セキショウビ
19話、20話に登場した一見花の様なQEX。石装美。その正体は硫黄を獲得した無機生命体であり、厳密に定義するなら生物ではなく増殖する鉱物と言うのが適切。元々は地球で「砂漠の薔薇」と呼ばれる鉱物に似た物体であり、それがポジ元素を吸収することで、世にも珍しい「炭素を持たないQEX」へと進化した。
オンソク
21話登場。音速。カルシウムを獲得したチーターであり、強力な電磁場を身体の周囲に形成、電離した水や空気分子で作った防御壁で身体を包み込む事で、数分程加速をした後マッハ1で走行する。その名に偽り無し。マニューバレットに乗ったハンナにより回収された。
ドロアシ
22話登場。泥脚。臭素を獲得したパンダ。縄張り意識が無駄に強く、パンダの癖に侵入者を執拗に攻撃する。攻撃手段は臭素化合物を肛門付近の腺から発するというスカンクのようなものであり、これは数百メートルの広範囲に及び強い毒性を持つ。タケノコが大好物であり、これを利用されて純銀製のタケノコを摂食し元の生物に戻る。
ネゴロノブスマ
23話登場。根来野伏魔。チタンを獲得した樹上生ヤマアラシだが、その形態はヒヨケザルに似る。チタン製の体毛を連射し、その鋭さは鋼鉄をも貫く。
ミズガミ
24話登場。水神。地球上で最も硬い金属・タングステンを獲得した海亀。水中のみならず陸上でも活発に動き回る。タングステンの入り込んだ甲羅は非常に硬い。
サバクケンザン
25話登場。砂漠剣山。アルミニウムを獲得したサボテン。棘の中に粉末のアルミニウムを蓄え、それをミサイルとして近付く動物へ無差別に発射する危険な植物。刺殺した動物は本体の養分として利用される。
コバルトソニドリ
27話登場。コバルト曽爾鳥。コバルトを獲得したカワセミ或いはカワガラスに類似する潜水性鳥類。元は温泉地帯に棲息する種で、50℃という高い水温に適応していたが、QEX化に伴うコバルト獲得により溶岩にも耐えうる肉体を獲得した。その羽毛は青色塗料の原料となる酸化コバルトの影響で青く、まさにその名通りの姿をしている。鴉に似た性質故に光を反射する物体に執着し、故に初戦では光った眼鏡に気を取られホミを執拗に攻撃。その様子を見ていたレンの立てた作戦により元の姿に戻されるが、小鳥の姿で溶岩に浮いているにもかかわらず焼死どころか火傷の一つもせず平然と羽繕いをしている様子から、元々溶岩の高熱に耐えるべくして耐えている種である事が判明した。
モウシン
28話登場。猛進。アルミニウムを獲得した卵生のツチブタの様な動物。
ヒョウザンオウ
29話登場。氷山皇。地球の絶滅種オオウミガラスに該当する鳥類が、餌としている魚に濃縮されていた錫を獲得した存在。大変人なつっこい性格。当然陸上での動作は愚鈍であり、作中では坂道を昇ろうとして繰り返し転倒するという醜態を主人公及び視聴者に晒しただけだったが、反面水中では高い戦闘能力を発揮し、水深3000メートルへの潜水やクチバシを用いての鯨刺殺等、ペンギンにもオオウミガラスにも到底真似の出来ないであろう芸当をやってのける。レンの放った液体窒素によって身体を冷やされ、「錫黒死病(スズペスト)」状態にさせられた結果、トムによって回収された。
ヒョウガオウ
30話登場。氷河皇。セイウチのごとき容姿ながら、その正体は大型のアザラシの様な動物が貝類を通じて大量のリチウムを取り込んだ結果QEX化したもの。原型が既に大柄である為か、途轍もない巨体を獲得。どういう訳か一般的な鰭脚類では退化してしまっている四肢がまともな形で存在しており、突進で眼前の全てを破壊しながら猛スピードで突き進む。キアラによって仕留められた。
カイオウ
31話登場。海皇。まさに海の皇（オゥルォ）と呼ぶに相応しき全長80mを超えるガリウムを獲得したヒゲクジラ。水中で凶悪極まりないフォノン・メーザーを発射するほか、吐息が超高温にして超高圧であるため呼吸をするだけで広範囲に向けての対空砲撃が可能であり、そもそも桁外れに大柄である。
ダンガンチュウ
32話登場。弾丸蟲。深海に潜む一抱えほどもあるフナムシの眷属、オオグソクムシが生息地周辺の熱水に含まれるネオジムを獲得し紅い装甲と巨体を獲得した巨大節足動物。元々熱水の湧き出る環境に棲息しており、更にそれを求める余り地殻内深くまで侵入するようになった。
ハヤテマグナ
34話登場。疾風マグナ。地中を潜行する巨大なケラと思しき昆虫。
ジゲンノリュウ
38話登場。次元之龍。幼きエイミー・カーの言葉が持つエネルギーが姿を得た存在であり、それ故に原型となった生物も獲得元素も無い。傍らに浮かぶ光の翅と思しきものを伸ばし刃物の様に扱い、胸部から光る触手を出してのトリッキーな攻撃を使いこなす。

### ネオQEX
21話にて初登場。正体不明の存在。6つ以上のポジ元素からできているため、これが出てもQEアラートが鳴らなかった。動力源は原子番号98番「カリホルニウム(Cf)」。カリホルニウムは人工的に作られる放射性元素で、通常自然界で発生する事は無い。ボース＝アインシュタイン凝縮していないためその身体の強度は低く、軽い攻撃で脚が折れてしまうが、瞬時に再生する。どちらも純度100%のバナジウムでできており、間接面の摩擦が全くない。
また23話ではネゴロノブスマからチタンを吸収し、トゲのようなものでレン達を攻撃。咄嗟の判断でキアラをかばったロドニーがトゲによって切り倒された木につぶされるなどの事故も起こり危険度は計り知れない。更に24話では頭部に円筒状の穴を発生させ、そこから何らかのエネルギーによる弾を発射。
25話で初めて光により認識する花のような視覚器官を発生させた。また、レン達が大きな音を発生させコンタクトを試みたところ、素数で返事をしてきたため、地球の数学を理解しているらしい。25話にて頭部前側を口の様に変形させ、その口から触手を出してハンナとホミを捕え逃亡した。この後の26話に於いて二人は夢の中で自身の記憶に遭遇したり、互いが何故か懐かしい雰囲気のある森の湖畔で遭遇したり、ホミは深い水中に放り込まれる夢を、ハンナは謎の白く四角い通路で姿無き足音に追跡される夢を見ている。
電磁波によって、周囲の状況を把握する。

## 用語・アイテム
エレメントハンター
ネガアースに行き、元素を回収したり、調査したりするのが任務。メンバーはすべて13歳以下の子供で、次元フィルターローブがなければいけない。特殊な訓練をつませ、合格したものがエレメントハンターになる資格を持てる。
ネガアース
ゼロの壁の向こうにあるもう一つの地球。質量や構成元素は地球と同じだが、進化の仕方が違うため未知の生物が存在する。
ゼロの壁
地球とネガアースの間にあるきわめて薄い境界領域。エレメントハンターたちは一瞬で突っ切ってしまい、エレメントハンターではない大人はアクセスすらできないため、ある意味ネガアースよりも到達や調査が困難な、完全に未知の領域。
元素消失
地球上のある範囲から一種類の元素が突然消失し、4000万年の時間をこえてネガアースに流れ出すこと。建築物や地盤に必要な元素が消失することで町が壊滅することもある。原因は今の所不明。なお、一度消失した場所で同じ種類の元素が再び消失することは少なく、逆手にとってそこに引っ越す人も多い。また31話にて、月に保管していた元素が消失したことから、地球以外でも起こりうる可能性が生じ、火星移民計画に最後の望みを託していたコロニー政府を絶望させた。
ポジ元素
地球に存在する元素のこと。特にネガアースに流れた元素を指す。
ネガ元素
ネガアースに本来にある元素のこと。
QEX（キューエックス）
「Quint Essence X」の略。ネガアースの生物にポジ元素が5つ入って凶暴化したモンスターのこと。
次元フィルターローブ
脳にあるネガアースを認識するための小さな組織で、これがなければネガアースにアクセスできない。生まれつき誰にでも存在するが、生きていくのに必要のない部分のため、年を取るごとに無くなっていく。しかし、稀に13歳まで備わっている子供がおり、その子供の次元フィルターローブの能力が強いことでエレメントハンターになることができる。レンたちは次元フィルターローブはあったものの能力は低く、三人全員が同時にポータルに触れなければネガアースにアクセスすることも地球に帰ることもできない。
ポータル (portal)
ネガアースにアクセスするための黒い球体で、次元フィルターローブを持つ者のみがポータルに触れることによってアクセスすることができる。なお、次元フィルターローブの能力にも差があり、コロニーチームの場合は能力が高いため、メンバーの一人が触れることによりアクセスできるが、レンたちの場合は能力が低いため全員がポータルに触れないとアクセスできない。この仕組みについて未だに解明していない。
エレバイル (elebile)
元素を回収したり、構造を調べたりするのに使用するアイテム。通信機能も備わっている。
リアクターエッヂ
エレバイルをセットすることで、プレパラートから元素を引き出して剣や銃などの化学武器が使えるアイテム。
プレパラート (praparat)
エレバイルにセットして回収した元素を封印することができるアイテム。他にもその元素をリロードして使うこともできる。
ブースターウェア (booster wear)
ネガアースに行く際に着用する防護服。耐久性に優れ、着用すると身体能力も強化される。QEXの能力に合わせて、追加効果を加えることもできる。レンたちは当初所有せず危険な普段着姿だったが、協力に感謝したアリーが送ってきた。
ランドライブ (rundrive)
コロニーチームのトムが中心となり開発した乗り物。通常は、背中のアクトシェルに収納されている。プレパラート1枚から発生する機体。後に、地球チームもユノが解析して同じものを開発した。機体カラーリングは各自のツールの色に準ずる。
マニューバレット (manewbullet)
腕立て伏せのような辛い格好で移動するが、そのまま立つ姿勢になることも出来る。また20話では、ハンナとトムが一緒に乗っていたことから、2人乗りも可能。
ランドリフト (landrift)
対象を追尾して自動走行する。普通の乗り物のように座って搭乗し、トム曰く「どんな障害物の多い場所でも、スーイスイ♪」。ハンナお気に入りの乗り物。
ランドデプストライカー (land-depthtriker)
22話登場。前方にレーザーを照射し、岩盤を溶かしながら地下を潜行する。
マリンデプストライカー (marine-depthtriker)
水中を潜行する。サメがモチーフとなっている。34話登場。
このほか、名称不明の飛行メカも登場する。この飛行メカだけは地球チームが先行使用し、のちにコロニーチームが模倣した。
なお、地球チームの装備は赤色、コロニーチームの装備は青色を基調とする。
シェイプシフター
ネガアースのマグマの中で独自の進化を遂げた流体状の生命体。自由に姿を変えることからホミがシェイプシフターと名づけた。政府はマグマ生命体と呼ぶ。ネオQEXを操る能力を持ち、棲息深度にあわせて3つの種族（モノ族・ビー族・トリ族)に分かれており、元素消失の鍵を握るとされる。
時空虫
元々は11次元にて眠っていた生命体。5歳のエイミー・カーの「地球なんか無くなっちゃえ！」という叫びと共に活性化し、活性化させたカーの言葉の通りに地球の元素を食い尽くそうとした。「虫」と付いてはいるがこれは例えで表しただけであり、実際に虫の形を取っているわけではない。「時間」と「空間」を食べる虫と、トムが例えてレンたちに説明し、レンが時空虫と名づけた。
また、巨大な人型にも変化することができ、第38話において最後の敵として登場。レンたちとの激闘の末に倒されるが、「真のラスボス」は別にいた。

## スタッフ
- 企画 - 亀村哲郎（NHKエンタープライズ）、キム・ヨンエ（ヒウォン･エンタテインメント）、鵜之澤伸（バンダイナムコゲームス）、佐藤明宏（バンダイビジュアル）、天城靱彦（NHK）、유경탁（KBS）※各々の所属社名（　　　）はノン・クレジット
- 原案 - 伊藤和典[1]
- 監督 - 奥村よしあき[1] / ホン・ホンピョ[1]
- シリーズ構成 - 荒川稔久[1]
- キャラクター原案 - 奥村大悟[1]
- キャラクターデザイン・総作画監督 - ユ・ボンヒョン
- 設定 - 金子隆一（SF設定）、村上雅人（科学考証）
- 美術監督 - ポン・ハグォン、坂本信入
- 撮影監督 - ナ・セユン（第1話～第34話）、イ・ソクポム（第31話～第39話）
- 編集[3] - 瀬山武司
- 音響監督 - なかのとおる
- 音楽 - 佐橋俊彦
- 音楽制作 - フライングドッグ、野崎圭一
- プロデューサー - 蔭山康生（ヒウォン･エンタテインメント）、キム・ソンテ（ヒウォン･エンタテインメント）、イ・スンジュ（KBS）
- アニメーションプロデューサー[4] - シン・ジュヒ（ヒウォン･エンタテインメント）
- エグゼクティブプロデューサー[5] - 菅山明美（NHKエンタープライズ）
- アニメーション制作 - NHKエンタープライズ[1]（クレジットのみ[6]）、ヒウォン･エンタテインメント[1]
- 製作・著作 - エレメントハンター製作委員会（NHKエンタープライズ、ヒウォン･エンタテインメント、バンダイナムコゲームス、バンダイビジュアル、日本コロムビア、フライングドッグ、NHK、KBS）

## 主題歌
オープニングテーマ「First Pain」
作詞・作曲 - 石川智晶 / 編曲 - 西田マサラ / 歌 - 石川智晶（日本語版）/チェ・ソンドク（韓国語版）
- 韓国でも韓国語でカバーされており、2009年のキングラン アニソン紅白では韓国版を歌っているチェ・ソンドクがステージで同曲を披露している。
- 上述にも記したが、映像のコロニーチームのカットはメンバー変更後も差し替えがなく、アリー・ロドニー・トムのままであった。

エンディングテーマ「スイヘイリーベ 〜魔法の呪文〜」
作詞 - アッシュポテト / 作曲・編曲 - 柿島伸次 / 歌 - かっきー&アッシュポテト（日本語版）/キム・ミジン、ウォン・ナムギュ、イ・デウク、チュ・キョンウォン（韓国語版）
- 映像には「ETV50 学ぶ冒険」のイメージキャラクター「Mr.脳」が一瞬登場する。
- フルバージョンの歌詞には、111番のレントゲニウムまで当時知られていたすべての元素が含まれている。アニメバージョンは尺の都合上ストロンチウムまで登場する。
- アニメバージョンはユノとコフ司令官の合いの手が入る。
- 2021年には、歌詞に112番のコペルニシウムから118番のオガネソンを追加した「スイヘイリーベ 〜魔法の呪文〜 (New Version)」が発表された（アルバム『もっと知りたい やってみたい! 探究ダッシュ! 〜宇宙、元素、人体、九九〜』収録）。

## 各話リスト
| 話数   | サブタイトル                          | 脚本       | 絵コンテ         | 演出                        | 作画監督                                           | 放送日 （日本） | 放送日 （韓国） |
| ------ | ------------------------------------- | ---------- | ---------------- | --------------------------- | -------------------------------------------------- | --------------- | --------------- |
| 第1話  | 異世界へ!                             | 荒川稔久   | 奥村よしあき     | キム・ジング                | イ・ジェハン                                       | 2009年 7月4日   | 2009年 11月14日 |
| 第2話  | 予想外の分裂!                         | 荒川稔久   | 奥村よしあき     | イ・ジョンギョン            | イ・ヒョンジョン                                   | 7月11日         | 11月21日        |
| 第3話  | オレたちの再結晶!                     | 荒川稔久   | 細川秀樹         | ヤン・スンウ                | パク・キドク                                       | 7月18日         | 11月28日        |
| 第4話  | 燃える思いの爆発!                     | 村山桂     | 真木朗           | イ・ジョンギョン            | チャン・ヒョングン                                 | 7月25日         | 12月5日         |
| 第5話  | キアラ沸騰! あたしが正義よ!           | 伊藤美智子 | 真木朗           | キム・ジング                | チャン・ヒョングン                                 | 8月1日          | 12月12日        |
| 第6話  | ココロの陽性反応                      | 伊藤美智子 | 日下部光雄       | イ・ジョンギョン            | キム・ギナム                                       | 8月8日          | 12月19日        |
| 第7話  | 記憶の中の暗黒物質(ダークマター)      | 中野貴雄   | 真木朗           | イ・ジョンヒョン            | チョン・ジヒ チェ・ヨンヒ                          | 8月22日         | 12月26日        |
| 第8話  | プライド・熱伝導!                     | 村山桂     | 鈴木卓夫         | イ・ジョンギョン            | チャン・ヒョングン イム・ヒョギョン                | 8月29日         | 2010年 1月2日   |
| 第9話  | 絶縁覚悟! 許せ母ちゃん                | 伊藤美智子 | ホン・ホンピョ   | ホン・ホンピョ              | パク・キドク チャン・ヒョングン                    | 9月5日          | 1月9日          |
| 第10話 | 宇宙一の超流動男!                     | まさきひろ | ホン・ホンピョ   | イ・ジョンギョン            | イム・ヒョギュン チェ・ヨンヒ                      | 9月12日         | 1月16日         |
| 第11話 | キズナ結合指令!                       | 村山桂     | 岩間貴           | イ・ジョンギョン            | キム・ギナム チョン・ジヒ                          | 9月19日         | 1月23日         |
| 第12話 | 崩壊への好奇心                        | 中野貴雄   | 鈴木卓夫         | ヤン・ドンジュ              | チャ・サンフン パク・キドク                        | 9月26日         | 1月30日         |
| 第13話 | 破滅を呼ぶ特異点                      | 村山桂     | 真木朗           | キム・ジョンヨン            | チャ・サンフン                                     | 10月3日         | 2月6日          |
| 第14話 | 運命の自由落下                        | 荒川稔久   | 奥村よしあき     | キム・ジョンヨン            | チャ・サンフン                                     | 10月10日        | 2月20日         |
| 第15話 | 心に炎!(ハートにファイヤー) 一発開花! | 荒川稔久   | 細川秀樹         | ヤン・ドンジュ ヤン・スンウ | チャ・サンフン パク・ミョンファン キム・チャングィ | 10月17日        | 2月27日         |
| 第16話 | 誕生! 超低気圧リーダー                | 林壮太郎   | イ・ギソク       | イ・ジョンギョン            | チェ・ヨンヒ チョン・ジヒ                          | 10月24日        | 3月6日          |
| 第17話 | 共生をかいま見た日                    | 中野貴雄   | 真木朗           | ファン・ヨンシク            | パク・キドク                                       | 10月31日        | 3月13日         |
| 第18話 | 第三惑星の夕日                        | 伊藤美智子 | 小高義規         | ハン・ヨンフン              | キム・ヒョノク                                     | 11月7日         | 3月20日         |
| 第19話 | 鉱物(いし)が来た!                     | まさきひろ | 鈴木卓夫         | ファン・ヨンシク            | パク・クァンモ キム・チャングィ                    | 11月14日        | 3月27日         |
| 第20話 | なぞを呼ぶ複製物体                    | 村山桂     | パク・ビョンサン | イ・ジョンギョン            | チョン・ジヒ                                       | 11月21日        | 4月3日          |
| 第21話 | 未知なる脅威! 金属生物                | 林壮太郎   | 真木朗           | ヤン・ドンジュ              | パク・ミョンファン チャ・サンフン                  | 11月28日        | 4月10日         |
| 第22話 | 操作された原子結合                    | 村山桂     | 鈴木卓夫         | キム・ジョンヨン            | チャ・サンフン                                     | 12月5日         | 5月1日          |
| 第23話 | チタン消失! 夢よ消えないで            | 中野貴雄   | ホン・ホンピョ   | イム・スンボン              | イム・スンボン                                     | 12月12日        | 5月8日          |
| 第24話 | 加速する元素消失                      | 荒川稔久   | 奥村よしあき     | ファン・ヨンシク            | パク・クァンモ                                     | 12月19日        | 5月15日         |
| 第25話 | ファースト・コンタクト                | まさきひろ | 細川秀樹         | イム・スンボン              | イ・ハンヒョン                                     | 12月26日        | 5月22日         |
| 第26話 | ディープメモリー・ダイバー            | 伊藤美智子 | 寺田和男         | イ・ジョンギョン            | キム・チャングィ                                   | 2010年 1月9日   | 5月29日         |
| 第27話 | 膜宇宙外からの贈り物                  | まさきひろ | 真木朗           | イ・ジョンギョン            | チェ・ヨンヒ チョン・ジヒ                          | 1月16日         | 6月5日          |
| 第28話 | 溶岩生命シェイプシフター              | 林壮太郎   | 川口敬一郎       | イム・スンボン              | パク・クァンモ                                     | 1月23日         | 6月12日         |
| 第29話 | 解決への転移点(ターニングポイント)    | 村山桂     | パク・ビョンサン | ヤン・ドンジュ              | パク・ミョンファン                                 | 1月30日         | 6月19日         |
| 第30話 | 小悪魔のブリザード                    | 中野貴雄   | 真木朗           | キム・ジョンヨン            | チャ・サンフン                                     | 2月6日          | 6月26日         |
| 第31話 | 許されざる実験結果                    | 伊藤美智子 | 久米一成         | パク・ビョンサン            | クォン・ウンギョン                                 | 2月13日         | 7月3日          |
| 第32話 | マントル突入! 地底への挑戦            | まさきひろ | 鈴木卓夫         | ファン・ヨンシク            | パク・クァンモ                                     | 2月20日         | 7月10日         |
| 第33話 | 帰還不能・遮断された未来              | 荒川稔久   | 寺田和男         | イ・ジョンギョン            | キム・チャングィ                                   | 2月27日         | 7月17日         |
| 第34話 | カーの決断!コロニーへの降臨           | 荒川稔久   | ホン・ホンピョ   | イ・ジョンギョン            | チェ・ヨンヒ チョン・ジヒ                          | 3月6日          | 7月24日         |
| 第35話 | アンドロイドの夢                      | 荒川稔久   | 真木朗           | ハン・ヨンフン              | チャ・サンフン クォン・ウンギョン                  | 3月13日         | 7月31日         |
| 第36話 | 時空を越えた奇跡                      | 伊藤美智子 | 寺田和男         | ヤン・ドンジュ              | キム・チャングィ チャ・サンフン                    | 3月20日         | 8月7日          |
| 第37話 | あした、十一次元へ!                   | 荒川稔久   | 鈴木卓夫         | パク・ビョンサン            | クォン・ウンギョン                                 | 3月20日         | 8月14日         |
| 第38話 | 破滅の情報エネルギー                  | 中野貴雄   | 奥村よしあき     | イ・ジョンギョン            | キム・チャングィ チョン・ジヒ                      | 3月27日         | 8月21日         |
| 第39話 | 未来へのクオリア                      | 荒川稔久   | 真木朗           | キム・ジョンヨン            | チャ・サンフン                                     | 3月27日         | 8月28日         |

## 放送局
| 放送地域 | 放送局         | 放送期間                                       | 放送日時                                            |
| -------- | -------------- | ---------------------------------------------- | --------------------------------------------------- |
| 日本全域 | NHK教育テレビ  | 2009年7月4日 - 2010年3月27日                   | 土曜 18:00 - 18:25                                  |
| 日本全域 | NHK BS hi      | 2010年4月4日 - 12月26日                        | 日曜 8:25 - 8:50                                    |
| 韓国全域 | KBS 1TV        | 2009年11月14日 - 2010年8月28日                 | 土曜 13:30 - 14:00                                  |
| 韓国全域 | KBS 2TV        | 2011年7月27日 - 9月27日 2013年4月4日 - 6月12日 | 月曜 - 金曜 15:05 - 15:35 月曜 - 木曜 16:00 - 16:30 |
| 韓国全域 | KBSキッズ      |                                                |                                                     |
| 韓国全域 | トゥーニバース | - 2014年                                       |                                                     |

## データ放送
地上デジタル放送では連動データ放送を実施。物語に連動して元素回収のミニゲームが行える。
またEDの時間には指定されたボタンを押すミニゲーム、回収した元素の確認が行える。
第35話のEDではユノが参加した視聴者に100個分の元素をプレゼントする特別イベントが発生した。

## メディアミックス

### 漫画
集英社発行『Vジャンプ』2009年8月号より2010年7月号まで中島諭宇樹による本作のコミカライズ版が連載された。全2巻。
ストーリーの大筋は原作に準じたものとなっているが、随所で漫画オリジナルの展開が挿入されており、結末も原作とは違ったものとなっている。
また、アニメにおけるキーパーソンであるハンナはコロニー政府広報としての登場のみで、完全にモブキャラクターであり、代わりに漫画版オリジナルキャラクターやゲーム版オリジナルキャラクターが登場した。これは、月刊連載だと徐々にアニメより話が遅れていくため、アニメとは話やキャラクターを変えた方がいいだろうという話し合いの結果の末であることが、単行本カバー下にて語られている。なお、ハンナがそれに対する不満を作者にぶつける4コマ漫画「コロニー愛の劇場 ハンナ様が征く!!」がコミックスに掲載されている。
1. 元素消失（エレメントロスト）!（2010年1月4日、ISBN 978-4-08-870027-4）
2. 高次元の彼岸!!（2010年8月4日、ISBN 978-4-08-870101-1）

### 小説
- エレメントハンター ビタースイート・メモリーズ
  - 著：子安秀明 「ハンティング・リベンジ！」「こころはどこから生まれるの」、著：星希代子 「レディの約束」「ビタースイート・メモリーズ」収録、4編ともアニメの番外編。
  - 集英社、ジャンプ ジェイ ブックス、2009年11月20日発売、ISBN 978-4-08-703214-7

### ゲーム
バンダイより劇中に登場するアイテム『エレバイル』をモチーフとした液晶携帯ゲーム『ELEBILE RED/BLUE』および拡張キット『プレパラートセット』が発売され、2009年10月22日にバンダイナムコゲームス発売、クライマックス開発のニンテンドーDS用ゲームソフトが発売された。